# Fernando Valero y Toledano
Fernando Valero y Toledano   (Écija, 6 de desembre de 1855 - Moscou, gener 1914) fou un tenor espanyol.
De molt petit es trasllada amb els seus pares a Granada, en la qual Universitat començà els seus estudis literaris, ensems que es consagrava al de la pintura, per la que sentia gran predilecció. Un cert dia s'ocupava de copiar a la aquarel·la un dels filigranats pòrtics de l'Alhambra, un dels llocs més freqüentats per Valero pel cultiu de les seves aficions pictòriques, quan encertà a visitar l'incomparable alcasser el cèlebre tenor Tamberlick, que en escoltar el jove Valero, que cantava mentre manejava els pinzells, li tributà grans elogis i l'aconsellà que estudiés solfeig i que es consagrés a la música i al cant, en la seguretat que assoliria llaurar-se un brillant esdevenidor. S'oferí a donar-li algunes lliçons si el noi anava a Madrid en la temporada següent, per la que Tamberlick havia estat contractat. Valero seguí el consell del gran tenor, i, abandonant la pintura, es consagrà a la música, rebent les primeres lliçons del professor granadí Manuel de Moya. Ja abans de marxar de Granada assolí els primers triomfs en un teatre d'aficionats cantant les partitures d'Una vieja i El estreno de un artista.
Passà després amb la seva família a Madrid per a desenvolupar un destí en l'Administració econòmica i més tard en el ministeri d'Hisenda, ensems que continuava els seus estudis sota la direcció del mestre Mariano Martín Salazar. Tamberlick no tan sols complí la seva paraula, sinó que portà el seu interès fins a fer-lo debutar en el "Teatro Real", on el 1879 aconseguí u èxit envejable cantant el rol de Lorenzo de Fra Diavolo de Daniel Auber, amb el cèlebre Emile Nandin, Virginia Ferni Germano i baix Aristide Fiorini. L'afortunat principiant restà contractat des d'aquella nit per continuar dues temporades més en el teatre de la "Plaza de Oriente", on cantà, entre d'altres òperes, Mignon i Faust al costat de Rudolf Berger.
Més tard marxà a Itàlia, parant-se a Milà, començant a treballar al teatre "Carcano" debutant en l'òpera de Donizetti La Favorite, de la que precisament Julián Gayarre n'havia deixat records inoblidables. No obstant, no fou indigne del seu compatriota, com o demostraren el diaris locals, dient en fer la critica de la interpretació de l'obra de Valero, que <la impostació de la seva veu, franca, sonora i vibrant, la seva manera de frasejar i la seva dicció, per tant, portaven necessàriament a la memòria les mateixes qualitat del gran tenor espanyol>, pel que el famós crític Filippo Filippi, en escoltar Fernando, el batejà amb el nom de picolo Gayarre. Des d'aquella data les dots de Valero adquiriren nombrada universal: el seu nom, envoltat de l'aurèola de la glòria, començà a ser escoltat arreu i aviat es va veure sol·licitat per les empreses dels coliseus de major importància.
Entre aquests s'hi contaren a Espanya el Reial de Madrid, el Liceu de Barcelona, el San Fernando de Sevilla, el Principal de València i el de l'Òpera de Granada; i a l'estranger, el teatre Krol, de Berlín, el Covent Garden de Londres, ; els Imperials de Sant Petersburg, Varsòvia i Viena; el Costanzi, l'Apolo i l'Argentina de Roma; el Carlo Fenice, de Gènova; La Fenice de Venècia; el Pergola, de Florència; el San Carlo, de Nàpols, i el Bellini de Palerm. En Amèrica del Nord cantà a Nova York, Chicago, Boston, Filadèlfia, Louisville, Brooklin, Albany, Montreal al Canadà, i en l'Amèrica de Sud, en el Teatre Colón de Buenos Aires, i en el Solís, de Montevideo. A Milà on arribà esser el tenor favorit, cantà nou temporades en els teatres de Carcano, Dal-Verme, Manzoni i la Scala, en l'últim dels quals creà per primera vegada, en la seva escena, tres tipus diferents que li valgueren força or i molts aplaudiments: el de Turiddu en l'òpera Cavalleria rusticana, el de Nadis a Les Pêcheurs de perles i el don José en la Carmen de Bizet. Valero fou també el que primerament cantà La Gioconda en italià i el Mefistofele d'Arrigo Boito, ambdues en el teatre Imperial de Viena.
Valero, posseïa un vast repertori, en el que hi figuraven, a més de les òperes citades, les titulades Les Huguenots, Lohengrin, L'Africaine, Faust), Lakmé, Manon Lescaut, Linda di Chamounix, Lucia di Lammermoor, Martha. Però de totes elles les que li donaren més glòria i diners, foren Cavalleria rusticana, La Favorite, Rigoletto, Martha i Carmen (en la que Valero interpretava un Don José clàssic i únic pel sentiment i la dolcesa de la veu, no menys que pel seu temperament meridional), i per acabar Los amantes de Teruel, en la qual part de 'Mansilla es distingia de manera extraordinària.